# Siemens-Dynamowerk

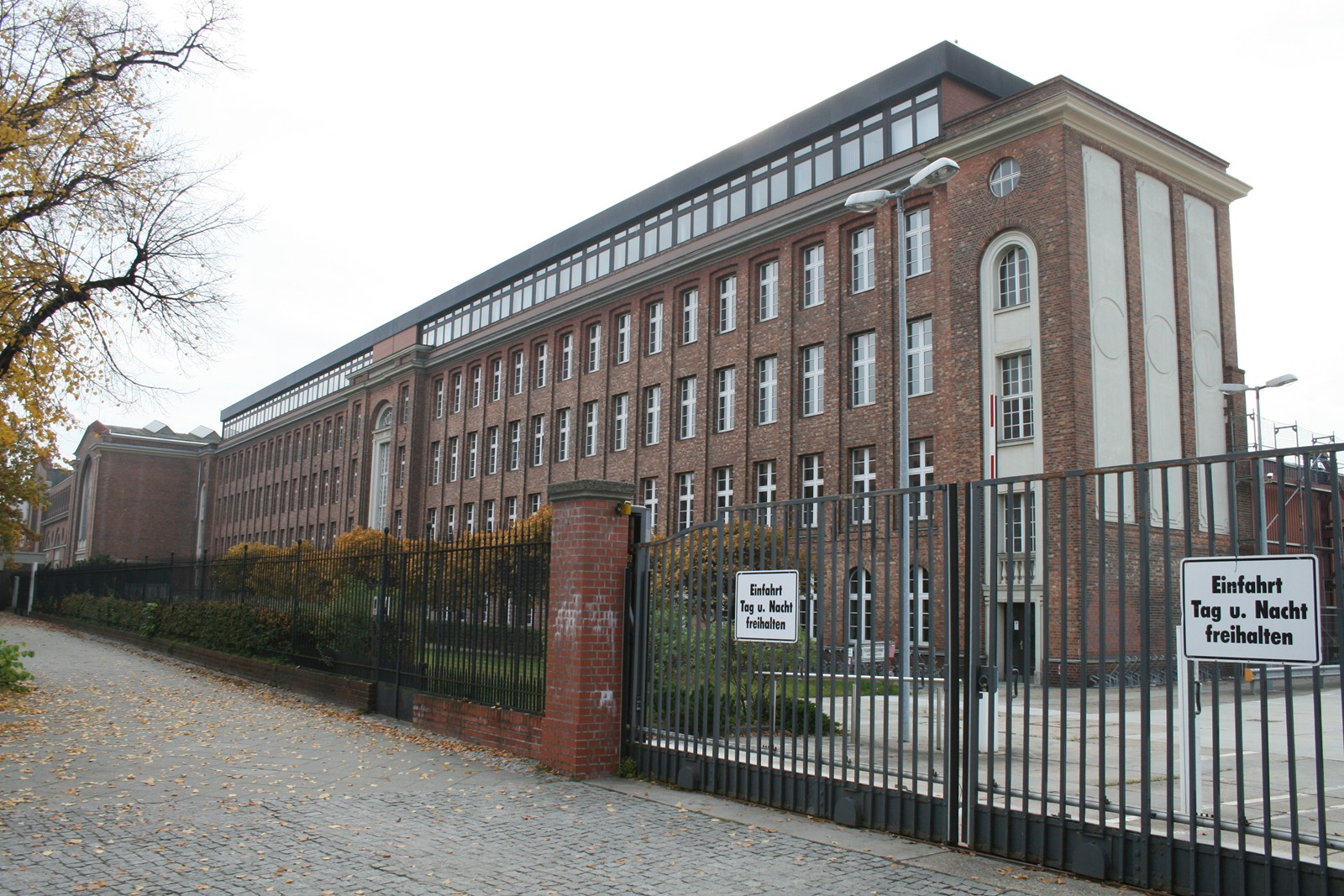
Straßenseitiger Bau des Dynamowerks

Die Siemens Dynamowerke (später meist in der Einzahl als Dynamowerk bezeichnet) im Berliner Ortsteil Siemensstadt des Bezirks Spandau sind eine Fabrik, die zu Beginn des 20. Jahrhunderts im Auftrag von Werner von Siemens errichtet wurde. Der Gebäudekomplex an der Nonnendammallee 72 ist ein Baudenkmal.

## Geschichte
Siemens, der bereits seit Mitte des 19. Jahrhunderts in Berlin und dem (damaligen) Umland Fabriken bauen ließ, und vor allem den Aufschwung der Elektrotechnik damit förderte, benötigte zur Herstellung seiner innovativen Produkte wie dem Dynamo stetig neue Werke. Er erwarb ab 1897 auf den Nonnenwiesen zwischen Charlottenburg und Spandau über 200.000 m² unbebautes Land. Darauf konzentrierte der Industrielle mehrere seiner Fabriken: 1903 ging das Wernerwerk in Betrieb, benachbart auch das Kabelwerk.
Außerdem ließ Siemens nun auf einer neuen 160.000 m² großen Baufläche das Dynamowerk errichten, geplant von den Siemens-Ingenieuren Karl Janisch und Carl Dihlmann. Das Objekt erhielt seinen Namen nach den von Siemens entwickelten Dynamos sowie den hier zu produzierenden elektrischen Großmaschinen und Bahnmotoren. Am 3. November 1906 wurden die Dynamowerke in (den) Siemens-Schuckert-Werke(n) in Betrieb genommen.
Alle hier errichteten Produktionsstätten, seit 1903 zur Siemens-Schuckertwerke GmbH gehörend, benötigten ein repräsentatives Verwaltungsgebäude. Janisch und Dihlmann lieferten auch hier ein entsprechendes Konzept, das mit Zustimmung des Aufsichtsrats realisiert wurde. Im Dezember 1913 war das Bürogebäude fertiggestellt. Er verfügte über eine Nutzfläche von 77.000 m² mit besonderen Repräsentationsräumen wie die Mosaikhalle und Platz für die Siemens-Zentralverwaltung, die Geschäftsleitung und die Vorstandsetage.
Bereits 1909–1912 folgte neuer Grundstückserwerb und darauf entstanden Erweiterungsbauten für das Dynamowerk nach Konzept von Janisch. Zehn Jahre später lieferte der Leiter des Siemens-Bauwesens Hans Hertlein Entwürfe für eine nochmalige Erweiterung, und schließlich ließ Siemens 1938–1942 weitere Fabrikhallen für das Dynamowerk sowie ein Pförtnerhaus für das gesamte Fabrikgelände errichten.
Außer dem hier dargestellten Dynamowerk entstanden in kurzer Zeit in unmittelbarer Nachbarschaft viele neue Fabrikkomplexe wie ein Automobilwerk (1906), das Chemisch-Physikalische Laboratorium (1906), eine Eisengießerei (1907) sowie das Wernerwerk II (1914). Darüber hinaus wurden Wohngebäude für die Arbeiter und Angestellten gebaut und die notwendige Infrastruktur geschaffen. Das alles führte schließlich zum eigenständigen Ortsteil Siemensstadt.
Die weithin sichtbaren Produktionshallen sowie Verwaltungs- und Wirtschaftsbauten erlitten am Ende des Zweiten Weltkriegs starke Schäden. Die Erben des Industriellen sorgten bis 1956 für den weitestgehenden Wiederaufbau der Gebäude und die schrittweise Wiederaufnahme der Produktion. Im Jahr 1980 erhielt das Dynamowerk eine neue Halle für Schweißarbeiten.
Kurz nach der deutschen Wiedervereinigung drohte dem Dynamowerk das Aus, was aber durch das Engagement der Mitarbeiter und der gerade steigenden Nachfrage nach Windgeneratoren verhindert werden konnte. Im Jahr 2016 wurden für das Dynamowerk in Siemensstadt rund 800 Beschäftigte angegeben, die in der Entwicklung und Fertigung tätig sind.
Die Werkleitung investierte in den 2010er Jahren viel Geld in den Aufbau eines Prüffeldes, in dem Spezialmaschinen mit einer Leistung von bis zu 100 MW großen Systemtests unterzogen werden können.
Im November 2017 wurde bekannt, dass das Dynamowerk in Berlin schließen sollte. Nach Protesten wurde im September 2018 der Weiterbestand gesichert, allerdings wurde 2019 die Beschäftigtenzahl von 700 auf 300 verringert.

## Architektur des Dynamowerks
Janisch, ein studierter Maschinenbauer, orientierte sich mit seinen Bauentwürfen an den Funktionen der Hallen und konstruierte daher Zweckbauten mit Grundrissen, die eine optimale und kostengünstige Fertigung ermöglichten. Als Baumaterialien kamen Ziegelsteine und Klinker zum Einsatz, ein großer Querriegel mit vier Etagen bildete den Eingangs- und Verwaltungsbereich des Werkes. Zurückhaltende Schmuckelemente waren ein halbrunder Ziergiebel, Lisenen, an den Seiten mit paarigen Fenstern und ein Mitteltrakt in Risalitform mit einer senkrecht durchgängigen Fensterbetonung.
Dem Haupthaus im rechten Winkel unmittelbar angesetzt sind die langgestreckten Produktionshallen, abgeschlossen mit Sheddächern.
Bei den Reparaturarbeiten nach 1945 verlor das Hauptgebäude des Dynamowerks seinen auffälligen Schmuckgiebel. Stattdessen wurde dem Bauwerk eine leicht zurückgesetzte Etage mit einer dichten gleichmäßig angeordneten Fensterreihe und einem Flachdach aufgesetzt (siehe Einleitungsbild).

## Erzeugnisse (Auswahl)
- 1930/1931: Antrieb für die weltweit erste Mehrzweck-Elektrolokomotive E 44 in Schweißtechnologie,
- 1938: der erste Wasserkraft-Generator mit einer elektrischen Leistung von mehr als 100 Megawatt,
- ab Ende des 20. Jahrhunderts: große und leistungsstarke elektrische Antriebe, beispielsweise für Kreuzfahrtschiffe oder Walzwerke,
- 20./21. Jahrhundert: Motoren (Ringmotoren) für Gesteinsmühlen, von denen jährlich um die 200 Stück produziert werden,[4]
- Generatoren, beispielsweise für Windräder,
- Kompressormotoren, die „zu den weltweit größten“ gehören[3] und in Öl- und Gaspipelines oder Gasverflüssigungsanlagen eingesetzt werden,[6]
- Entwicklung und Produktion nach speziellen Kundenwünschen.[4]